# Volvo P1800
Der Volvo P1800 ist ein Pkw-Modell des schwedischen Automobilherstellers Volvo und stellt nach dem P1900 Volvos zweiten Versuch dar, in den Sportwagenmarkt einzusteigen.

## Beschreibung
Die Form des P1800 entwarf 1957 Pelle Petterson, damals Mitarbeiter bei Pietro Frua in Italien. Das erste Modell wurde von 1961 bis 1963 in Großbritannien bei Jensen Motors in West Bromwich montiert. Die Karosserien wurden vom Werk Linwood der Pressed Steel Company mit der Bahn angeliefert. Ausgestattet war diese Version mit einem 1,8-Liter-Vergasermotor mit 66 kW (90 PS) (4-Zylinder-Reihenmotor mit fünffach gelagerter Kurbelwelle).
Wegen Qualitätsproblemen bei Montage und Lackierung beendete Volvo die Zusammenarbeit mit Jensen 1963; die Produktion wurde nach Schweden in das Volvo-Stammwerk Lundby bei Göteborg verlegt. Der Modellbezeichnung 1800 wurde ein S für Schweden hinzugefügt. Gleichzeitig wurde die Leistung auf 71 kW (96 PS) gesteigert. Noch bis 1969 fertigte Pressed Steel die Karosserien, dann wurden die Presswerkzeuge nach Schweden transportiert und Volvo stellte im Werk Olofström die Blechteile selbst her. Die Vorderräder des P1800 waren an Doppelquerlenkern einzeln aufgehängt, hinten hatte das Coupé eine Starrachse mit vier Längslenkern und Panhardstab.
1968 bekam der 1800 S einen Motor mit zwei Liter Hubraum (B20) er leistete 77 kW (105 PS). Ein Jahr später wurde er durch den 1800 E ersetzt, der erstmals eine Einspritzanlage hatte (D-Jetronic) und bei ansonsten gleichem Motor eine Leistung von 91 kW (124 PS) erreichte.
Großen Bekanntheitsgrad erlangte der Volvo 1800 als „Dienstfahrzeug“ von Roger Moore in den 118 Episoden der Fernsehserie Simon Templar von 1962 bis 1969.
Zwischen Herbst 1961 und Frühjahr 1972 wurden von dem Coupé 39.407 Exemplare in verschiedenen Motorisierungen gebaut. Einige Exemplare wurden bei DiVolvo in Chile gefertigt.

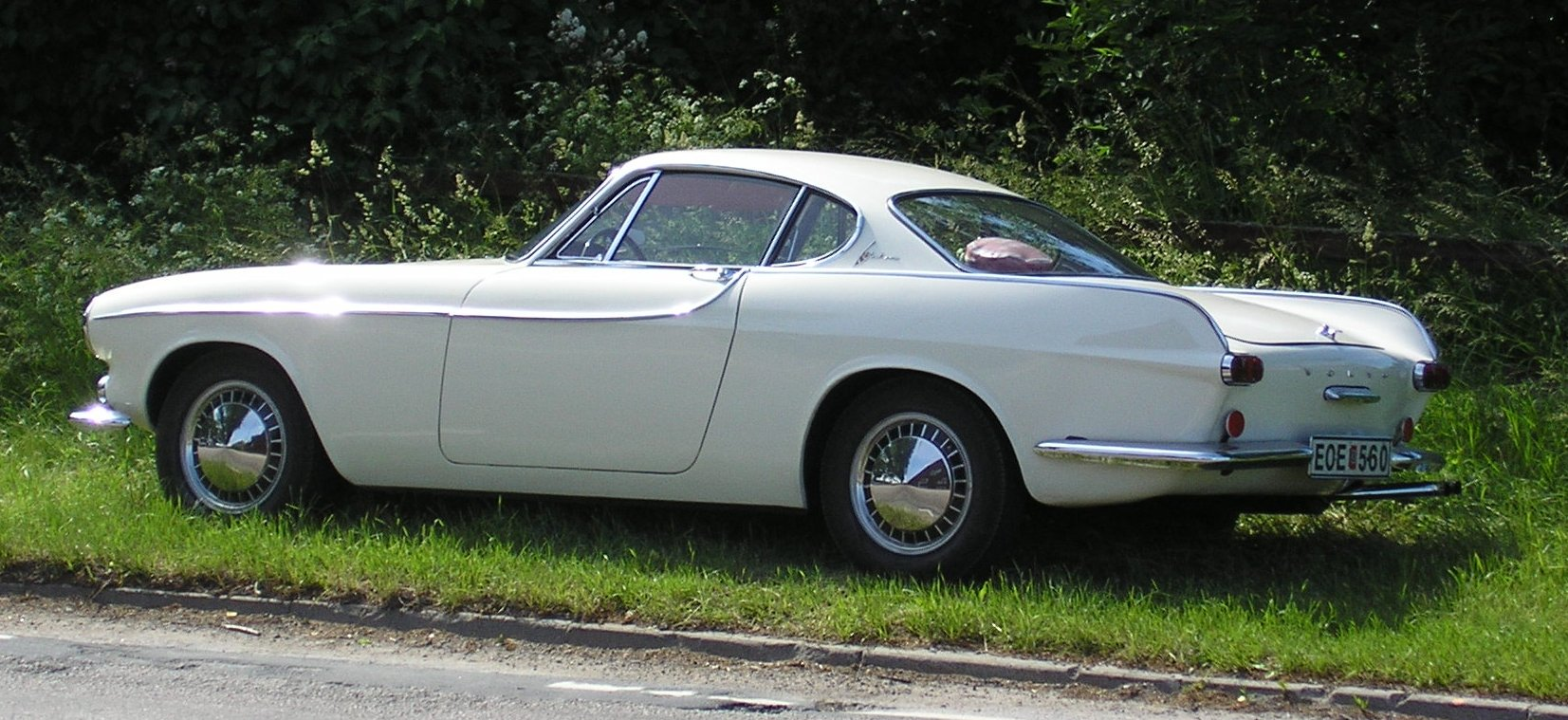
Heckseitenansicht
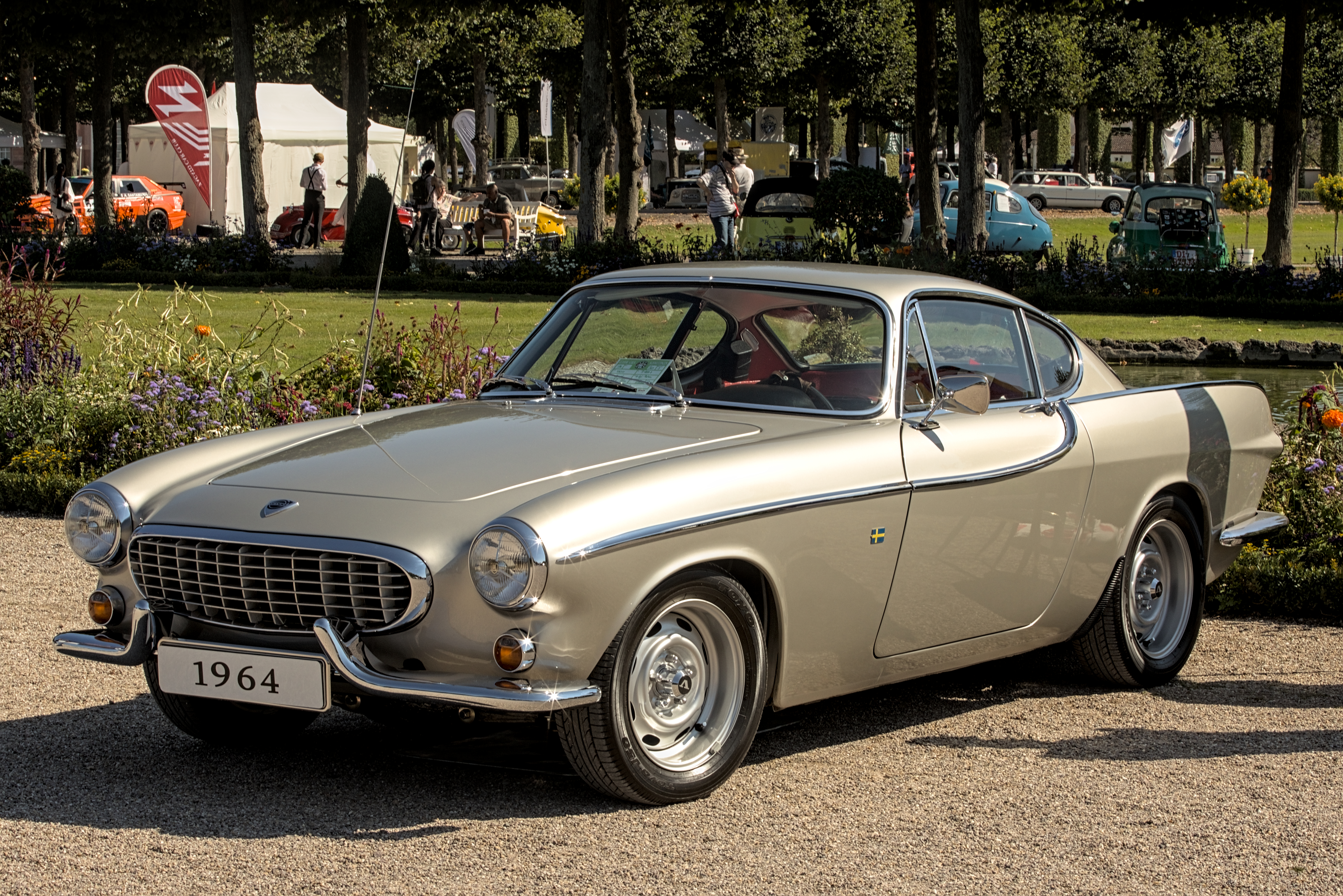
Volvo P1800 S (1963–1969)
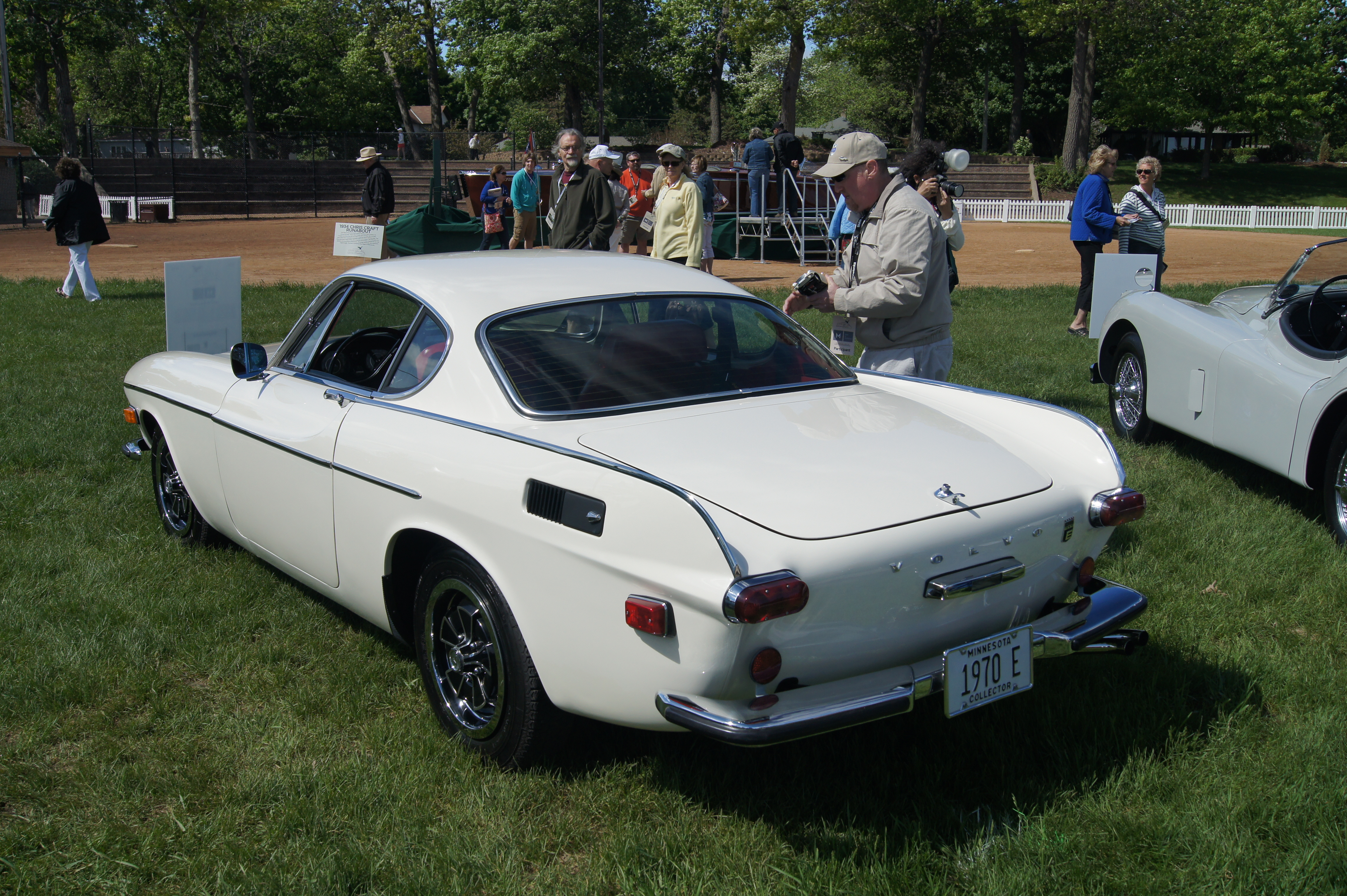
Volvo P1800 E (1969–1972)
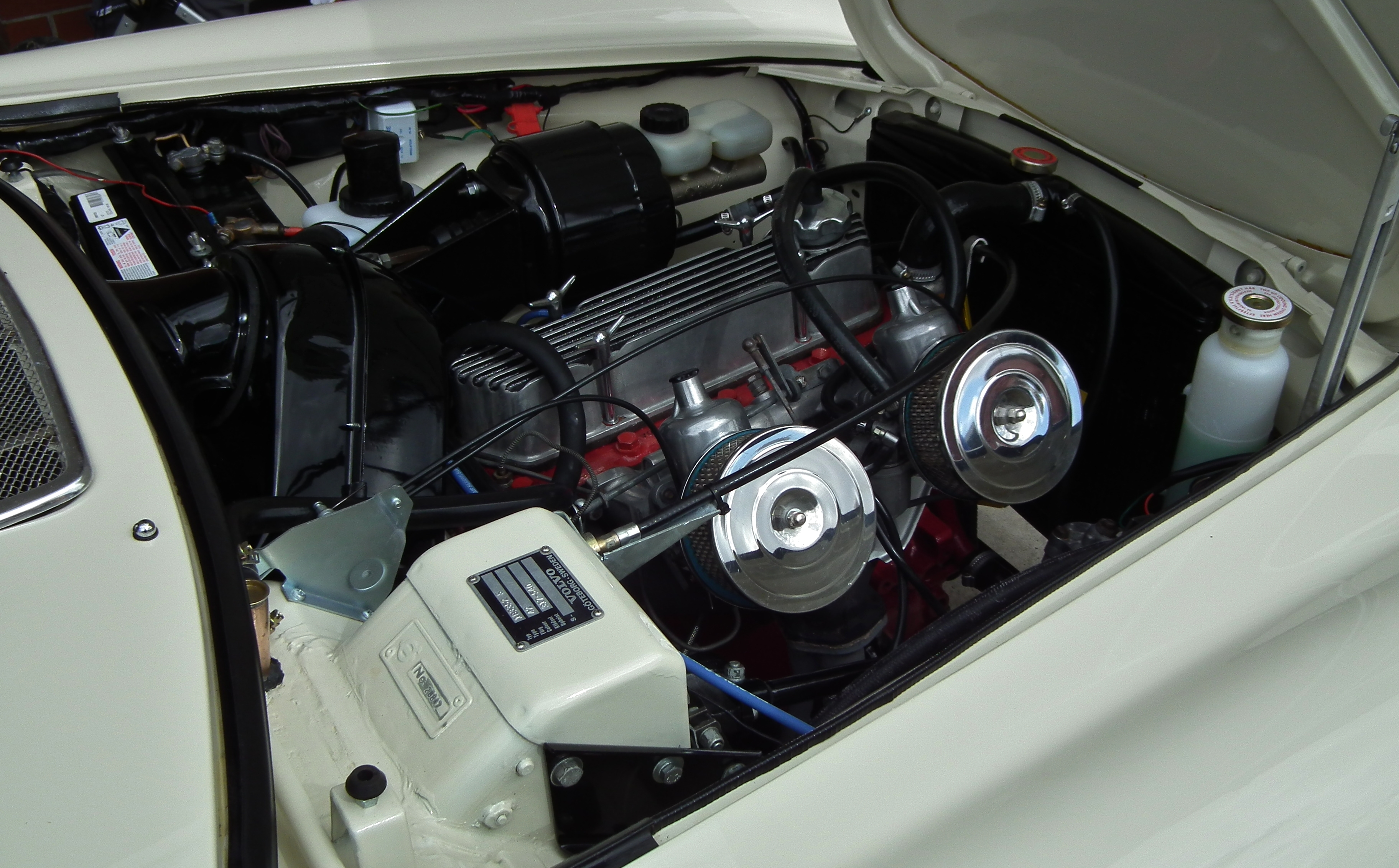
Motorraum eines P1800 von 1969
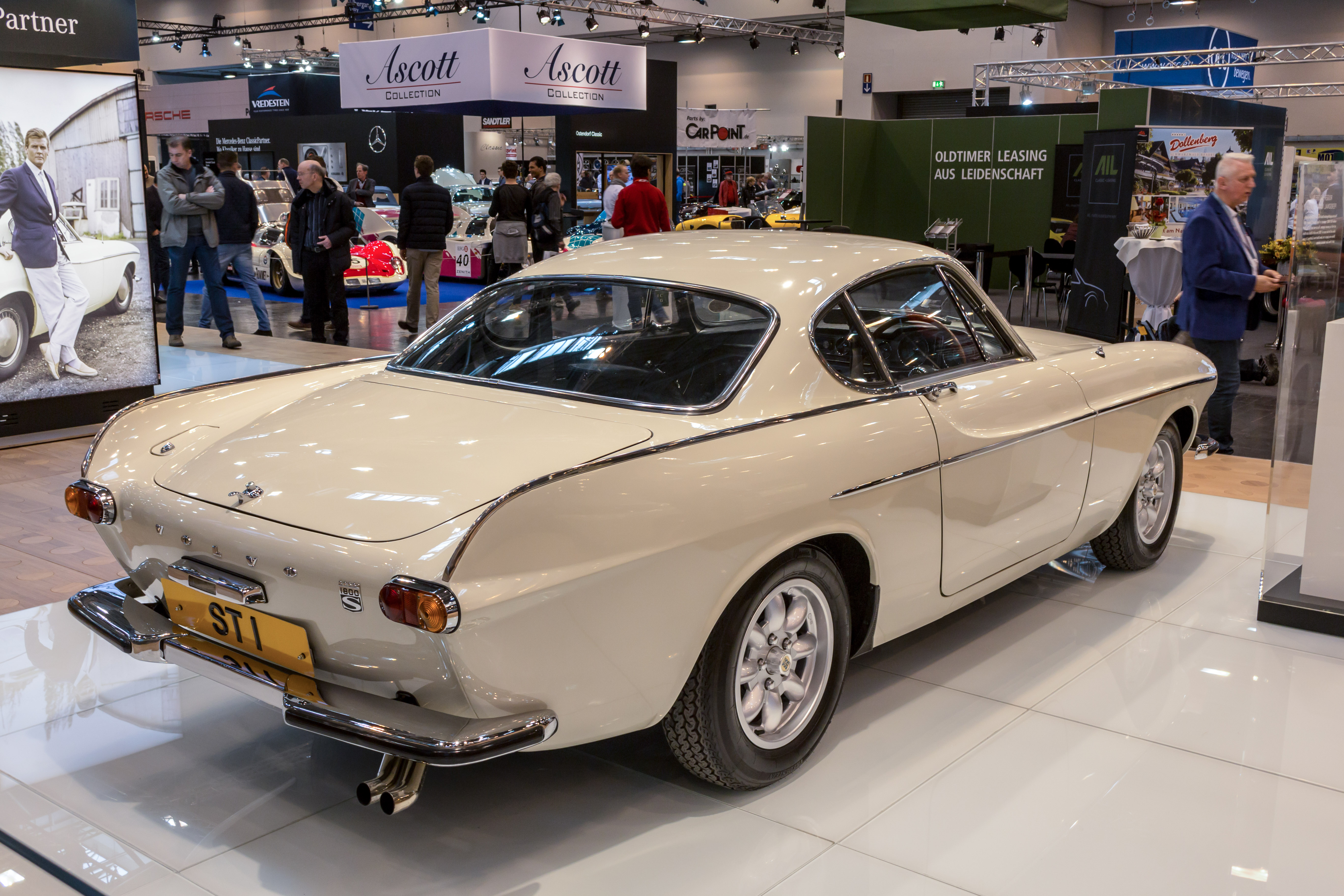
Original-Fahrzeug aus der Fernsehserie Simon Templar

### P1800 ES
Im August 1971 wurde der Volvo P1800 ES vorgestellt, ein Kombi-Coupé auf der technischen Basis des 1800 E.
Trotz des hohen Preises wurde das auch als „Schneewittchensarg“ bezeichnete Fahrzeug in den USA ein Verkaufserfolg, während in Europa die Nachfrage begrenzt blieb.
Da in den USA für das Jahr 1974 neue Sicherheitsvorschriften in Kraft traten, die unter anderem große Stoßstangen in einer bestimmten Höhe vorschrieben, entschloss sich Volvo, die Produktion des 1800 ES zum Herbst 1973 einzustellen. Die zur Erfüllung der Vorschriften notwendigen Änderungen wären zu umfangreich gewesen. Nach Veröffentlichung dieses Beschlusses steigerte sich – vor allem in den USA – die Nachfrage nach dem 1800 ES, so dass die gesamte restliche Produktion innerhalb weniger Wochen ausverkauft war. Es wurden 8078 Kombi-Coupés hergestellt.

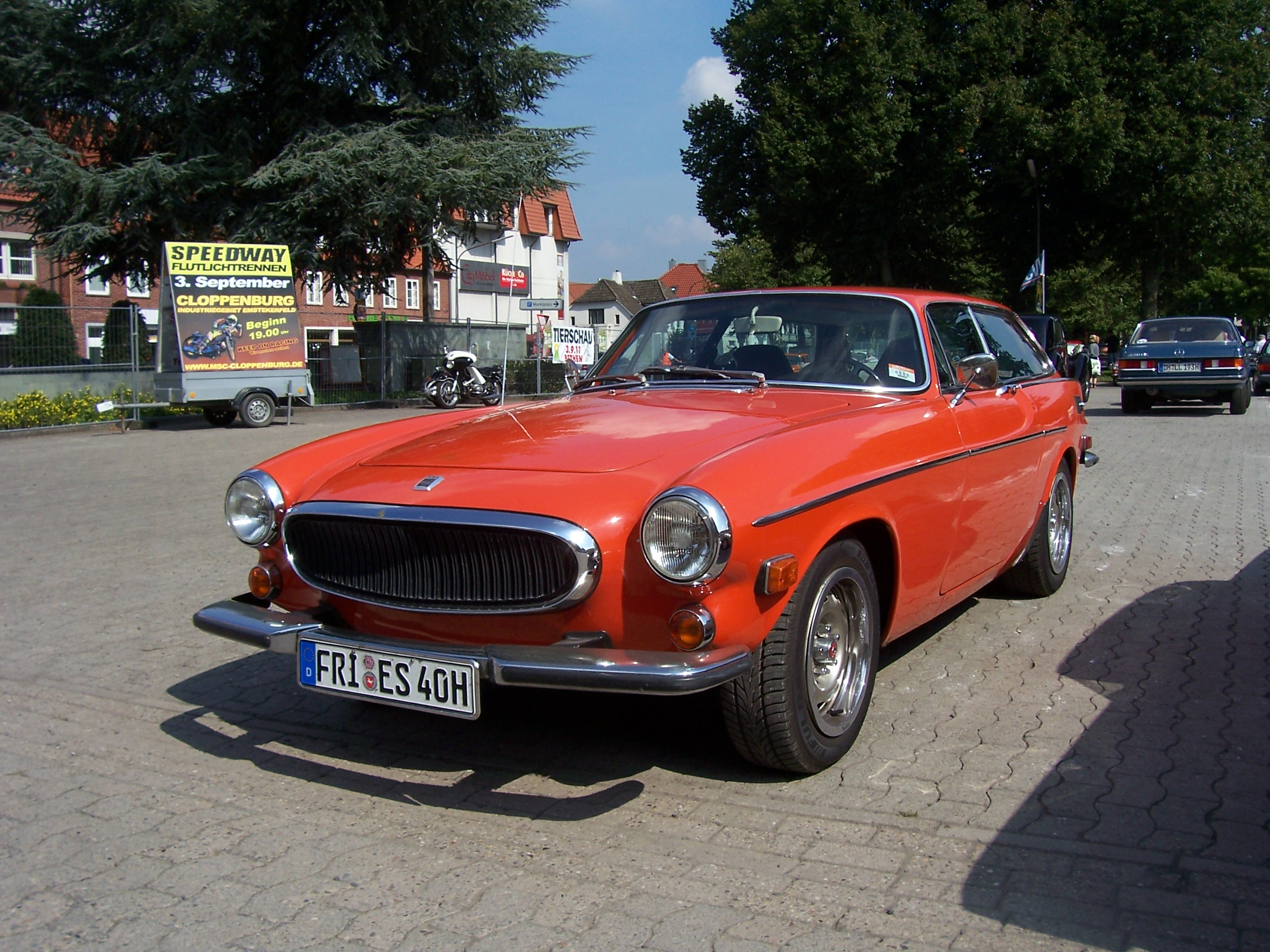
Volvo P1800 ES (1971–1973)
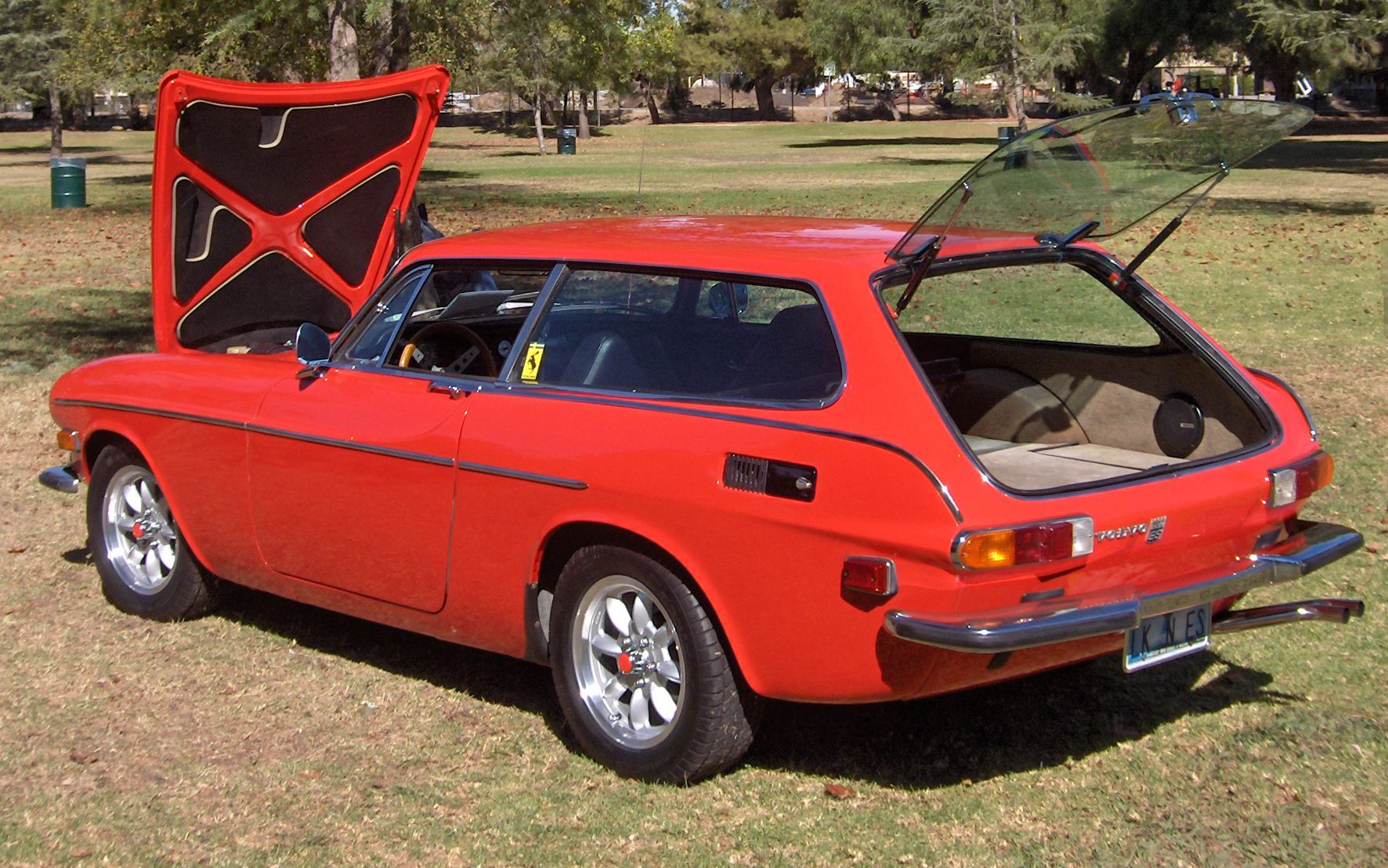
Heckansicht mit geöffneter Heckklappe
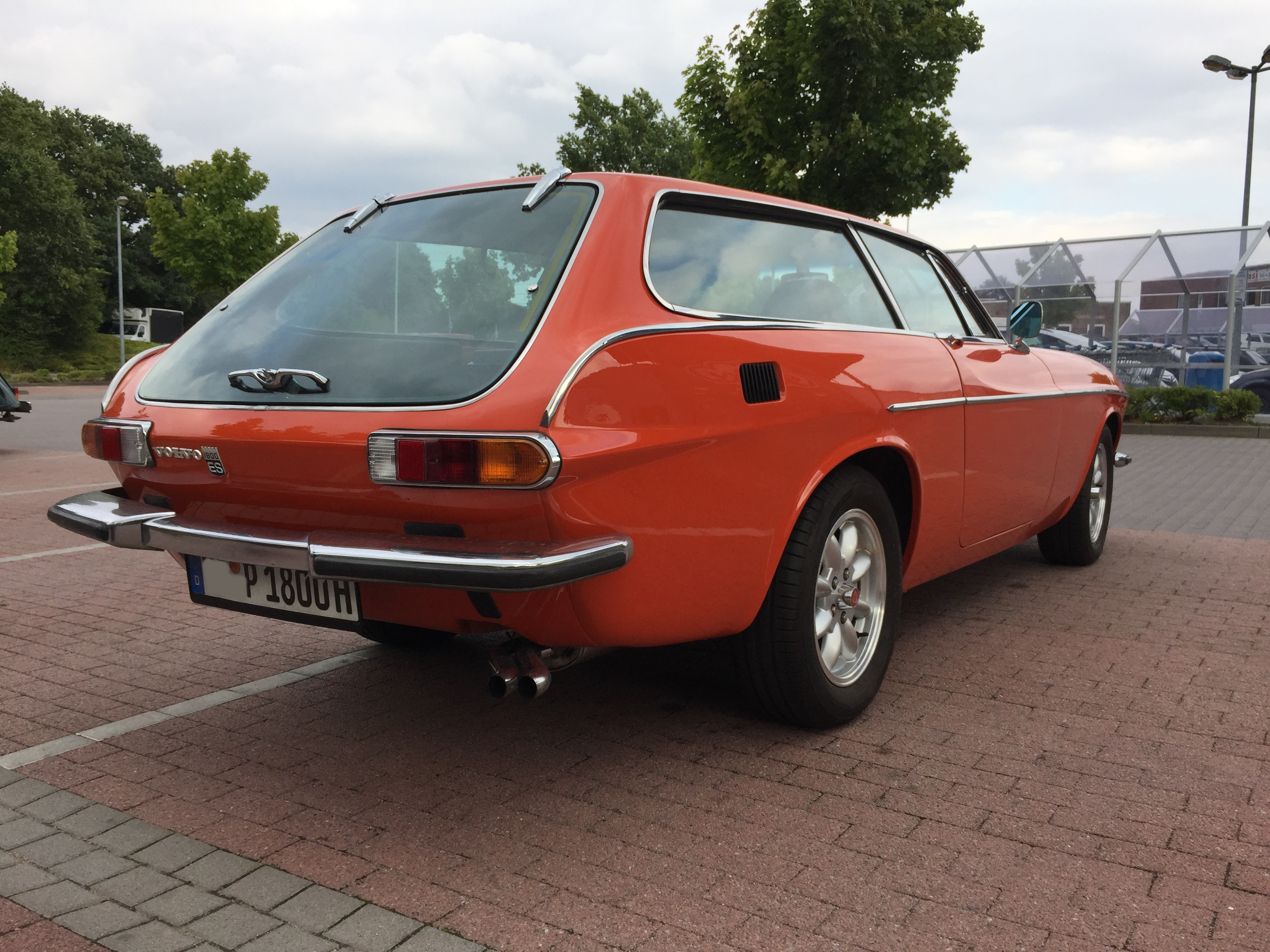
Heckansicht mit geschlossener Heckklappe

## Technische Daten
| Modell           | P1800         | 1800S                                               | 1800S          | 1800E                                    |
| ---------------- | ------------- | --------------------------------------------------- | -------------- | ---------------------------------------- |
| Baujahr          | 1961–1963     | 1963–1968                                           | 1968–1969      | 1969–1972                                |
| Hubraum          | 1780 cm³      | 1780 cm³                                            | 1986 cm³       | 1986 cm³                                 |
| Motorbezeichnung |               |                                                     | B20B           | B20E                                     |
| Leistung         | 66 kW (90 PS) | 71 kW (96 PS)                                       | 77 kW (105 PS) | 91 kW (124 PS)                           |
| 0–100 km/h       |               | 11,0 Sek                                            |                | 10,0 Sek.                                |
| Vmax             | 170 km/h      | 175 km/h                                            | 180 km/h       | 190 km/h                                 |
| Verbrauch        |               | 9–12 L/100 km, Werksangabe; 10,2 L/100 km Test 2017 |                | 10,4 L/100 km (1800 ES) nach DIN 70030-1 |

- Getriebe: vier Vorwärtsgänge mit Overdrive, zunächst optional, seit 1963 serienmäßig
- Gemischaufbereitung: bis 1969 zwei Gleichdruck-Vergaser SU HS6; im Modelljahr 1969 für USA, Kanada und einige europäischen Märkte auch zwei Gleichdruck-Flachstromvergaser Zenith-Stromberg 175 CD-2 SE; ab August 1969 Einspritzanlage Bosch D-Jetronic
- Batterie: 12 Volt, 60 Ah

## Laufleistungs-Rekord
Ein 1800 S hält den Kilometerrekord für Pkw mit mehr als drei Millionen Meilen (4,8 Millionen Kilometern Laufleistung; Stand 18. September 2013). Das Fahrzeug wurde im Juli 1966 in den USA neu zugelassen, hatte noch keine außergewöhnlichen Reparaturen an dem originalen Motor, dem Getriebe und den Achsen und wurde bis zu dessen Tod im November 2018 täglich von seinem ersten Besitzer Irv Gordon gefahren. Das Fahrzeug hatte zu diesem Zeitpunkt 3.260.257 Meilen (ca. 5,2 Mio. km) auf dem Tacho.

## Trivia

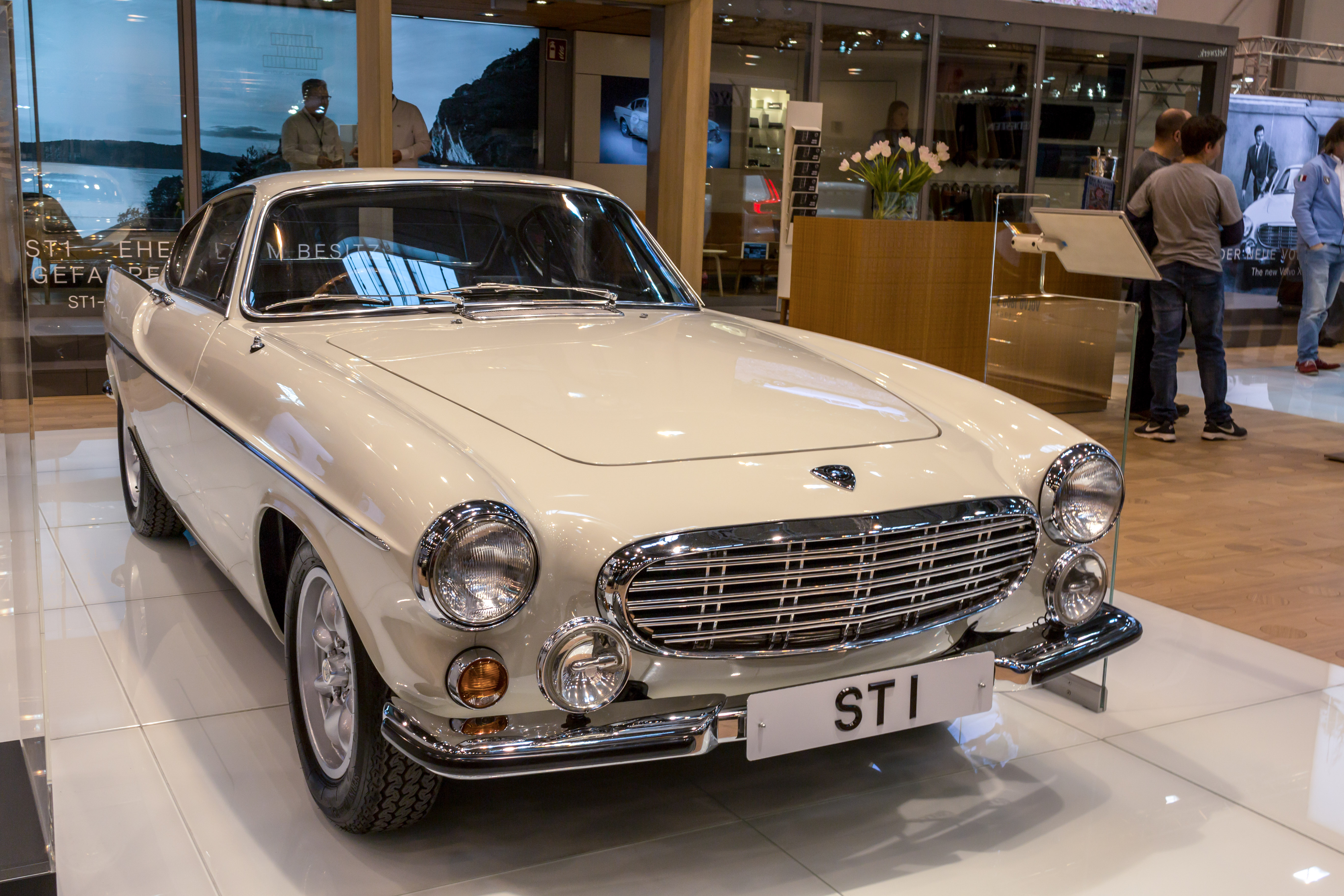
Templars Volvo P1800 mit dem Kennzeichen ST 1 (Originalfahrzeug)

- In der britischen Fernsehserie Simon Templar fährt der Titelheld einen Volvo P1800.
- In Steven Spielbergs Film Bridge of Spies – Der Unterhändler (2015) wurde ein P1800 als Wagen des DDR-Rechtsanwalts Wolfgang Vogel (gespielt von Sebastian Koch) eingesetzt.[9]
- Im Rennspiel Forza Horizon 3 kann man einen P1800 E in einer Scheune finden und nach der Restaurierung fahren.[10]

## Bildergalerie

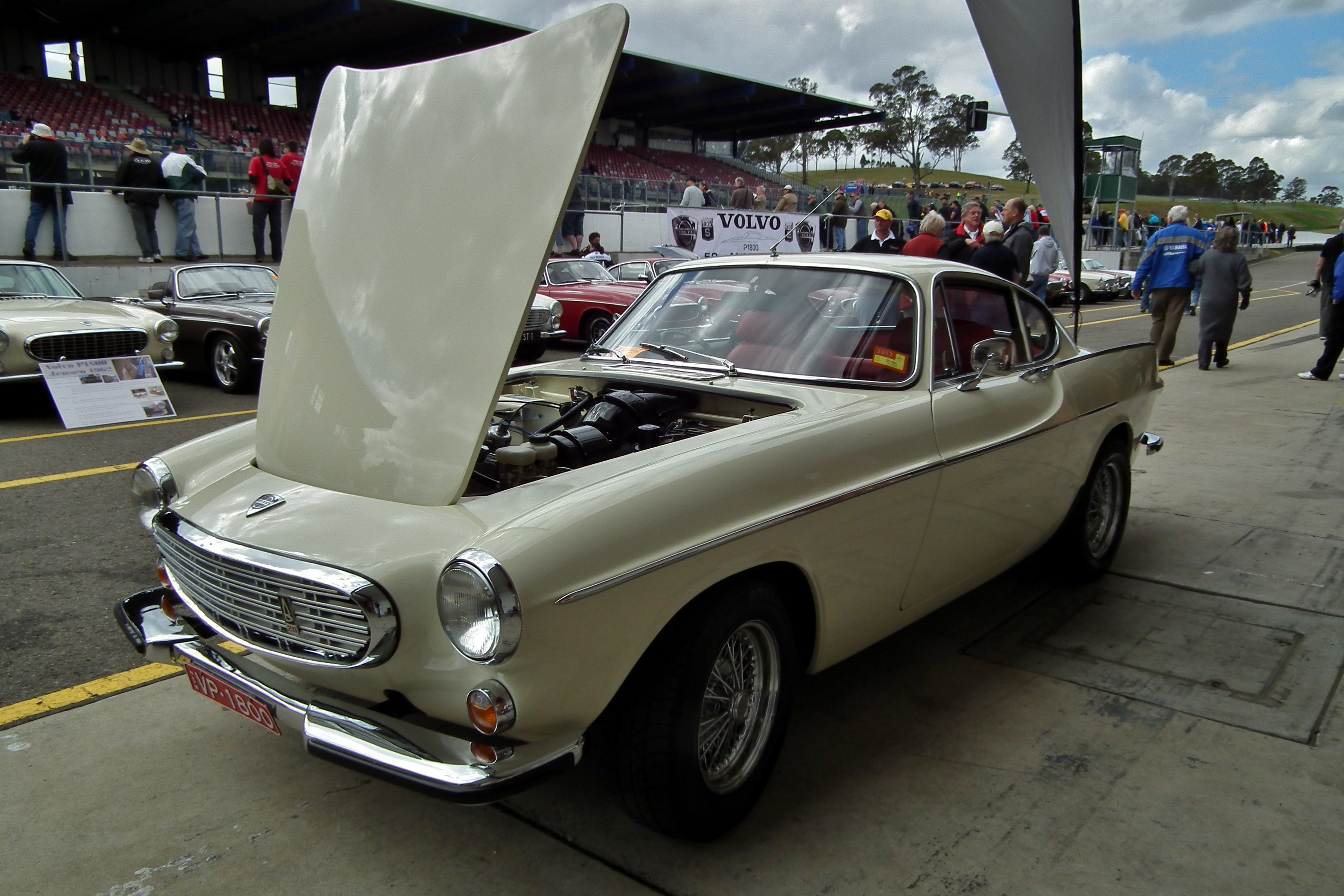
Nach vorn öffnende Motorhaube
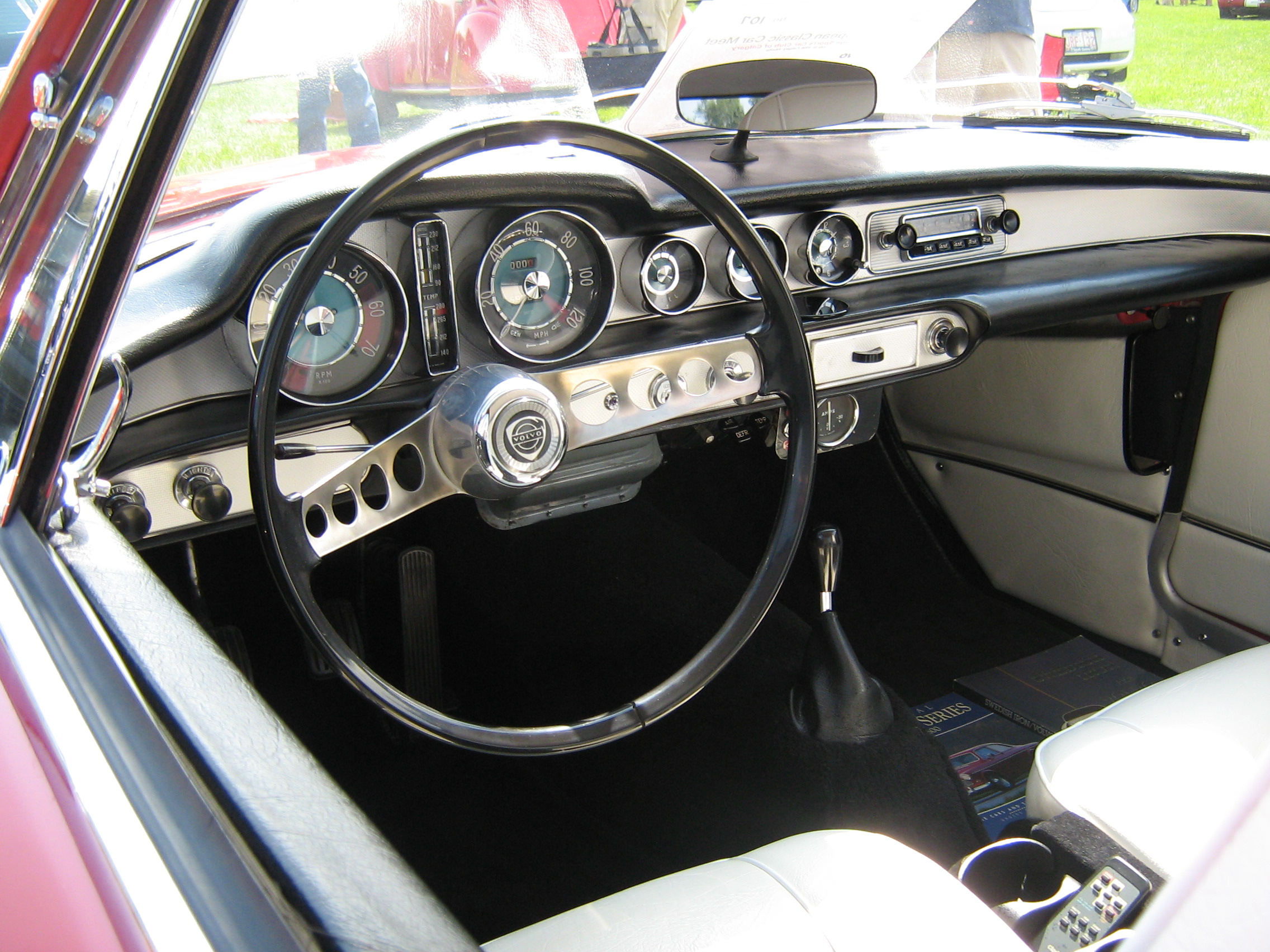
Instrumententafel eines P1800
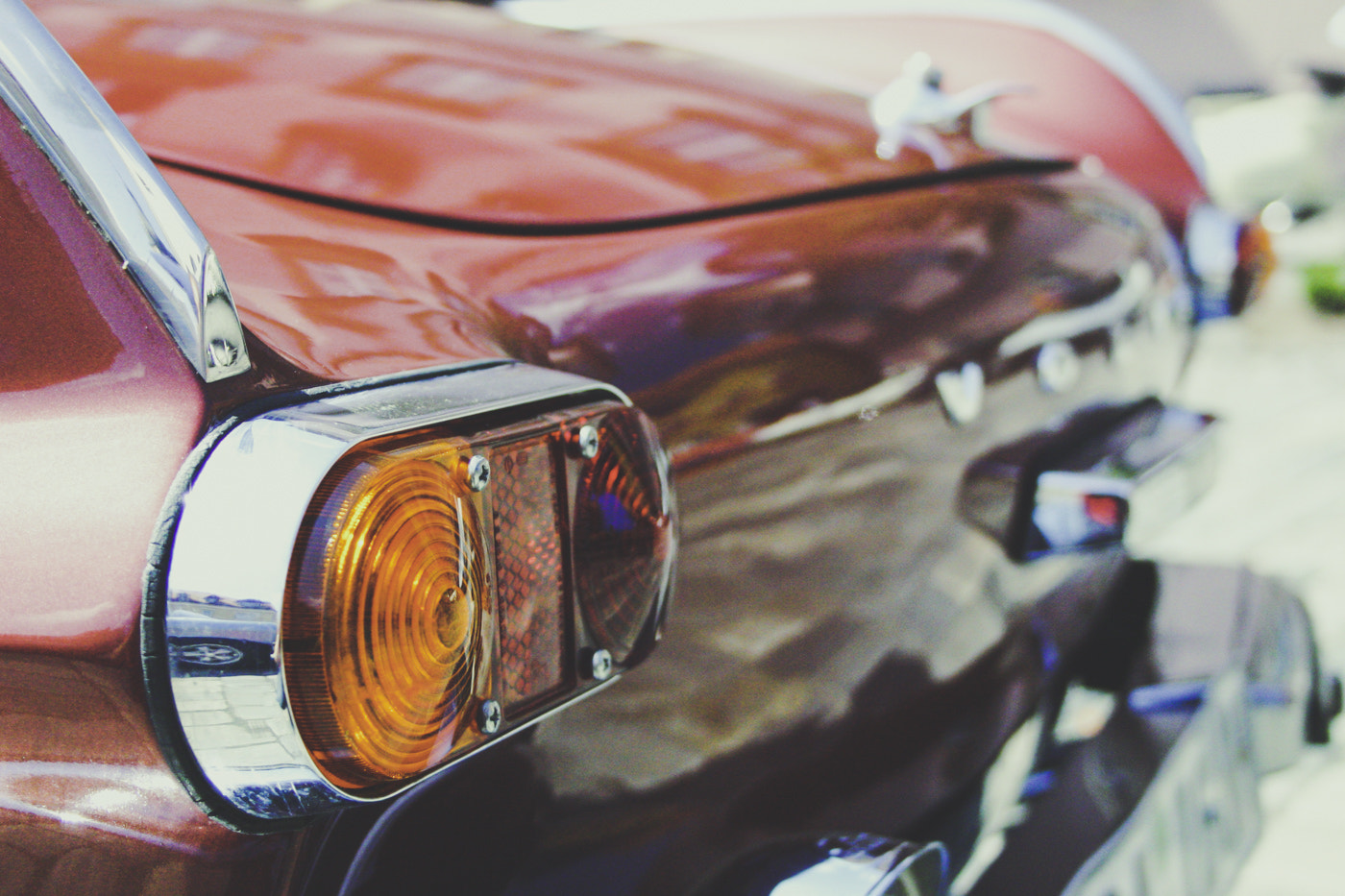